# Chopped and screwed
Chopped and screwed (também chamado de "screwed and chopped" ou "slowed and throwed") é um gênero musical e técnica de remixar música que envolve diminuir o ritmo e fazer discotecagem. Foi desenvolvido na cena de hip hop de Houston no início da década de 1990 pelo DJ Screw. A técnica screwed envolve reduzir a velocidade de uma música para 60 e 70 batidas por minuto e aplicar técnicas como pular batidas, fazer scratch em discos, parar o tempo e afetar partes da composição original para criar uma versão "picotada" da música.

## História

### 1990: Criação
Antes do final da década de 1990, a maioria do hip hop do sul dos Estados Unidos era animado e rápido, como o Miami bass e o Memphis, inspirados por Afrika Bambaataa & the Soulsonic Force com sua faixa inovadora "Planet Rock". Ao contrário de seus homólogos musicais do sul, o estilo de rap de Houston sempre permaneceu mais lento, mesmo no início do hip hop em Houston, como pode ser ouvido nos primeiros registros do grupo baseado em Houston, Geto Boys, do final dos anos 80. Não se sabe ao certo quando DJ Screw criou definitivamente a música "screwed and chopped". O ex-gerente de Screw, Charles Washington, afirmou: "Screw criou o som por engano enquanto estava com amigos em um apartamento no final dos anos 80". Screw descobriu que reduzir drasticamente o tom de um disco proporcionava um som suave e pesado que enfatizava as letras ao ponto de contar uma história. Inicialmente, o gênero de hip hop de ritmo lento era chamado de música de condução tranquila e era limitado ao sul de Houston até ser popularizado por DJs como DJ T-Rent Dinero e DJ Z-Rusty.

### 1991–2000: Ascensão à Popularidade e Morte de DJ Screw
Em Houston, entre 1991 e 1992, houve um aumento significativo no uso de lean (também conhecido como "purple drank" e "sizzurp"), que, segundo Patel Joseph da MTV News, contribuiu para o apelo da música screw. A bebida, considerada uma influência importante na criação e audição da música chopped and screwed devido ao seu efeito percebido de desacelerar o cérebro e conferir à música lenta e suave seu atrativo. Em uma entrevista para o documentário Soldiers United For Cash, DJ Screw negou a afirmação de que é preciso usar lean para apreciar a música chopped and screwed, dizendo: "As pessoas acham que só para ouvir minhas fitas você precisa estar chapado ou 'dranked out'. Isso não é verdade. Tem crianças pegando minhas fitas, mães e pais pegando minhas fitas, que não fumam ou bebem nada".
Na metade da década de 1990, a música "chopped and screwed" começou a se espalhar para o lado norte de Houston através do DJ Michael "5000" Watts, e mais tarde OG Ron C. Surgiu uma rivalidade entre o lado norte e sul de Houston sobre os verdadeiros originadores do "chopped and screwed". Michael "5000" Watts sempre deu crédito a DJ Screw como o originador do estilo, embora Watts tenha sido um defensor do slogan "screwed and chopped" em vez de "chopped and screwed". No final da década de 1990, com a ajuda de redes P2P como o Napster, a música "chopped and screwed" se espalhou para uma audiência muito mais ampla.
Em 16 de novembro de 2000, DJ Screw foi encontrado morto no banheiro de seu estúdio de música. O relatório de autópsia mais tarde revelou que Screw morreu de uma combinação de codeína, Valium e PCP.

### 2000–atualidade: Expansão e Desenvolvimento
Após a morte de DJ Screw, sua influência musical se espalhou por todo o sul dos Estados Unidos.[8] Mais tarde, em 2000, o grupo de Memphis Three 6 Mafia lançou a música "Sippin' on Some Syrup". A música estreou como um sucesso menor, mas depois se tornou uma das músicas mais populares do Three 6 Mafia.
O documentário de 2007 "Screwed in Houston" detalha a história da cena de rap de Houston e a influência da subcultura chopped and screwed no hip hop de Houston. Em 2011, as Bibliotecas da Universidade de Houston adquiriram mais de 1.000 álbuns pertencentes a DJ Screw. Alguns dos álbuns fizeram parte de uma exposição no início de 2012 e, junto com o restante, ficaram disponíveis para pesquisa em 2013.
Até a presente data, o gênero musical chopped and screwed foi adicionado a todas as formas de serviços de streaming, incluindo iTunes e Spotify, e tem alcançado um apelo massivo na cultura mainstream

#### The Chopstars/ChopNotSlop
Criado pelo co-fundador da Swishahouse Records, OG Ron C, eles começaram a chamar seus remixes de ChopNotSlop devido a todos os remixes "sloppy" que surgiram após a morte de DJ Screw. Desde 2001, dedicam sua causa ao legado de DJ Screw. Os Chopstars se tornaram a principal fonte de música chopped up. Com lançamentos oficiais com Brent Faiyaz, Don Toliver e Little Dragon (Nabuma Purple Rubberband), eles conquistaram um nicho no subgênero. Atualmente, têm um programa de rádio chamado ChopNotSlopShow na Sound 42, que é a estação de rádio de Drake na SiriusXM. Membros notáveis incluem DJ Ryan Wolf, DJ oficial do Cleveland Browns, DJ Candlestick, DJ Hollygrove, Mike G, ex-membro do Odd Future, e o diretor vencedor do Oscar Barry Jenkins como colaborador criativo.